# Woodthorpe (Leicestershire)
Woodthorpe – osada w Anglii, w hrabstwie Leicestershire. Leży 14 km na północ od miasta Leicester i 157 km na północny zachód od Londynu.